# Jean Lesieur
Jean Lesieur (ur. 8 listopada 1904, zm. 10 maja 1943) – francuski żeglarz, olimpijczyk, zdobywca złotego medalu w regatach na letnich igrzyskach olimpijskich w 1928 roku w Amsterdamie.
Na Letnich Igrzyskach Olimpijskich 1928 zdobył złoto w żeglarskiej klasie 8 metrów. Załogę jachtu L’Aile VI tworzyli również Donatien Bouché, André Derrien, Carl de la Sablière, André Lesauvage i Virginie Hériot.